# DARPA LifeLog
LifeLog était un projet du Bureau des techniques de traitement de l'information de la Defense Advanced Research Projects Agency (DARPA) du Département américain de la défense (DOD). Selon la brochure de l'appel d'offres, il s'agissait alors d'un "(sous-)système basé sur une ontologie qui saisit, stocke et rend disponible l'historique des expériences et des interactions d'une personne avec le monde afin de soutenir un large éventail de commis/assistants et d'autres fonctions du système" . Le but du concept LifeLog était de "suivre les fils de la vie d'un individu en termes d'événements, d'états et de relations" et d'avoir la possibilité "d'enregistrer toute l'expérience d'un individu, des numéros de téléphone composés et des messages électroniques consultés, à chaque respiration et chaque pas effectué et à chaque lieu visité". 

## Alignement et compétences
LifeLog visait à créer une base de données électronique massive de toutes les activités et relations d'une personne. Cela devait inclure les achats par carte de crédit, les sites web visités, le contenu des appels téléphoniques, les courriers électroniques envoyés et reçus, les scans de fax, le courrier envoyé et reçu, les messages instantanés envoyés et reçus, les livres et les magazines, une sélection d'émissions de télévision et de radio, la localisation physique par des capteurs GPS portables, les données médicales qui seraient collectées par des capteurs portables. L'objectif général de cet enregistrement de données était d'identifier "les préférences, les projets, les objectifs et autres indications des intentions (d'une personne)". 
Un autre objectif de LifeLog était de trouver une certaine façon de détecter les corrélations. Il s'agissait de "trouver dans la chronique des schémas significatifs qui permettent de déduire les routines, les habitudes et les relations de l'utilisateur avec d'autres personnes, organisations, lieux et objets afin d'exploiter ces schémas et de faciliter sa tâche" . 
Le programme DARPA a été annulé en janvier 2004 après que des militants des droits civiques aient critiqué les risques entraîné par le système sur le respect de la vie privée. 
Les articles de presse dans les médias ont décrit LifeLog comme "le journal intime qui met fin à tous les journaux intimes - un enregistrement multimédia et numérique de tout ce que vous voyez, entendez, lisez, dites et touchez, où que vous alliez. 
Selon des représentants du gouvernement américain, LifeLog n'est pas affilié au programme Total Information Awareness de la DARPA . 
La similarité, la fonction et le mode d'action ainsi que la fin et le point de départ de Facebook sont frappants. Facebook a été lancé exactement le même jour où le projet LifeLog de la DARPA aurait été stoppé. Plus généralement Steven Aftergood, analyste en technologie de défense, a décrit que les smartphones et les médias sociaux comme des "équivalents de LifeLog". 